# Liste der Kultursenatoren von Hamburg
Dies ist eine Liste der Kultursenatoren von Hamburg.

## Kultursenatoren Hamburg (seit 1945)
| Name                        | Amtsantritt                                                                      | Senat                                                     | Partei    |
| --------------------------- | -------------------------------------------------------------------------------- | --------------------------------------------------------- | --------- |
| Hans-Harder Biermann-Ratjen | 15. Mai 1945                                                                     | Petersen                                                  | parteilos |
| Ascan Klée Gobert           | 4. Januar 1946                                                                   | Petersen                                                  | CDU       |
| Ludwig Hartenfels           | 15. November 1946                                                                | Brauer I                                                  | FDP       |
| Heinrich Landahl            | 28. Februar 1950                                                                 | Brauer II                                                 | SPD       |
| Hans-Harder Biermann-Ratjen | 2. Dezember 1953 21. Dezember 1957 1. Januar 1961 13. Dezember 1961 9. Juni 1965 | Sieveking Brauer III Nevermann I Nevermann II Weichmann I | FDP       |
| Gerhard Kramer              | 27. April 1966                                                                   | Weichmann II                                              | SPD       |
| Reinhard Philipp            | 22. April 1970 9. Juni 1971                                                      | Weichmann III Schulz I                                    | FDP       |
| Dieter Biallas              | 30. April 1974 12. November 1974                                                 | Schulz II Klose I                                         | FDP       |
| Wolfgang Tarnowski          | 28. Juni 1978 24. Juni 1981                                                      | Klose II von Dohnanyi I                                   | SPD       |
| Helga Schuchardt            | 2. Februar 1983 20. Januar 1987                                                  | von Dohnanyi II von Dohnanyi III                          | parteilos |
| Ingo von Münch              | 2. September 1987 8. Juni 1988                                                   | von Dohnanyi IV Voscherau I                               | FDP       |
| Christina Weiss             | 26. Juni 1991 15. Dezember 1993 12. November 1997                                | Voscherau II Voscherau III Runde                          | parteilos |
| Dana Horáková               | 31. Oktober 2001                                                                 | von Beust I                                               | parteilos |
| Karin von Welck             | 17. März 2004 7. Mai 2008                                                        | von Beust II von Beust III                                | parteilos |
| Reinhard Stuth              | 25. August 2010                                                                  | Ahlhaus                                                   | CDU       |
| Barbara Kisseler            | 23. März 2011 15. April 2015                                                     | Scholz I Scholz II                                        | parteilos |
| Carsten Brosda              | 1. Februar 2017 28. März 2018 10. Juni 2020 7. Mai 2025                          | Scholz II Tschentscher I Tschentscher II Tschentscher III | SPD       |